# Yūshū Kitano
Yūshū Kitano (jap. 北野祐秀 Kitano Yūshū; ur. 14 kwietnia 1930, zm. 27 lutego 2016 w Nishinomiya) – japoński zapaśnik.
W 1952 został srebrnym medalistą olimpijskim w wadze muszej w stylu wolnym.
W 1954 wywalczył srebrny medal mistrzostw świata i igrzysk azjatyckich.
Dwukrotny mistrz Japonii w wadze muszej w stylu wolnym z 1952 i 1953.
Zmarł 27 lutego 2016 w Nishinomiya.